# ポリメラーゼ
ポリメラーゼ（英語：Polymerase）とは、DNAやRNAのような核酸ポリマーや長鎖を合成する酵素の事である。
酵素を分類整理しているEC番号では、EC 2.7.7.6/7/19/48/49という番号が割り当てられている。
DNAポリメラーゼやRNAポリメラーゼは、塩基対形成相互作用によって、DNAまたはRNAの鋳型鎖を複製し、それぞれの分子を組み立てるために使用される。